# サンパウロ州

サンパウロ州
Estado de São Paulo

サンパウロ州（サンパウロしゅう、葡: Estado de São Paulo ブラジルポルトガル語発音: [sɐ̃w̃ ˈpawlu] ( 音声ファイル)）は、ブラジル南東部の州。州庁所在地はサンパウロ市。州名は、キリスト教の聖人パウロに由来する。州の略称は「SP」。州民はパウリスタと呼ばれる（サンパウロ市民の呼称はパウリスターノ）。ブラジル日報等の現地日本語メディアでは漢字で、聖州（せいしゅう）と表記される。

## 概要
明治以降の日本の移民やその子孫である日系ブラジル人が最も多い州で、特にサンパウロ市やアチバイア市に集中している。

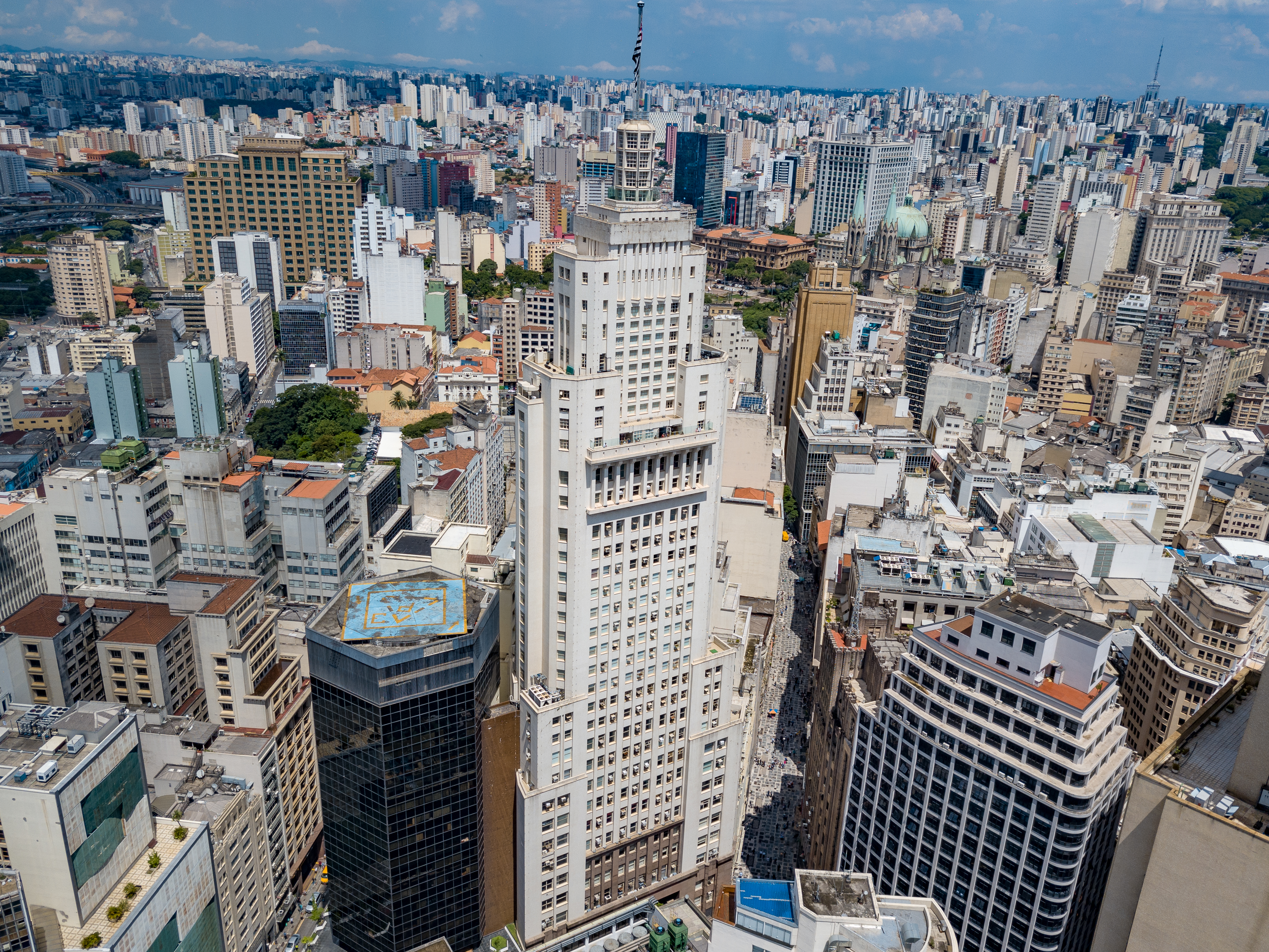
同国最大都市であり南米有数の世界都市であるサンパウロ

## 地理

### 人口
サンパウロ州の人口は4600万人を超え、アメリカ合衆国のカリフォルニア州を上回りアメリカ大陸で最も人口の多い行政区画である。
IBGE（ブラジル地理統計院）が行った2010年度国勢調査によると、サンパウロ州の人種別人口は下記の通りである。
| 人種       | 総数       | 比率   |
| ---------- | ---------- | ------ |
| 白人       | 26,264,150 | 63.65% |
| 混血       | 12,122,836 | 29.38% |
| 黒人       | 2,244,326  | 5.44%  |
| アジア系   | 570,150    | 1.38%  |
| インディオ | 44,800     | 0.11%  |
| 不明       | 15,937     | 0.04%  |
| 総人口     | 41,262,199 |        |

### 主要都市

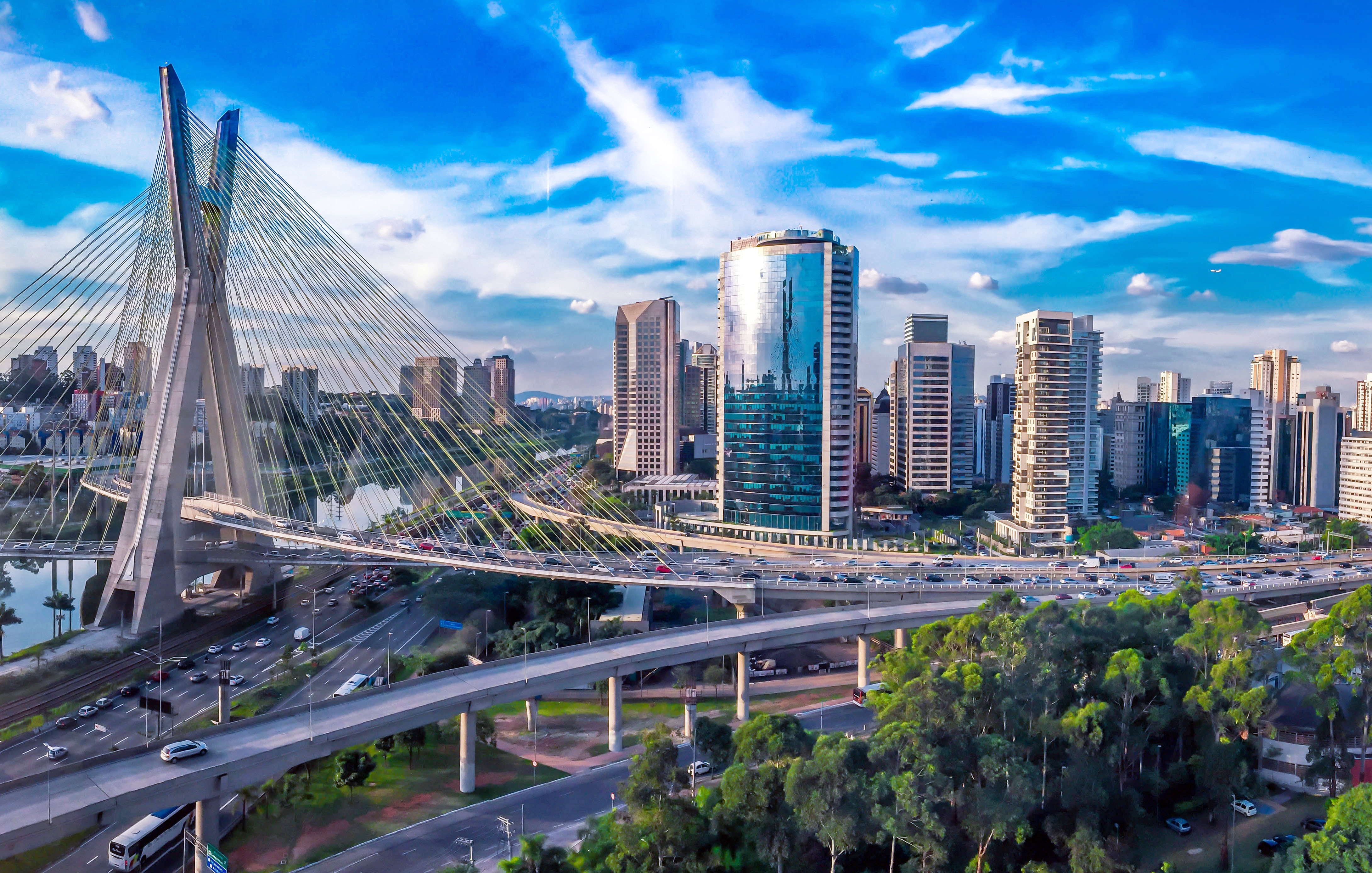
01.サンパウロ
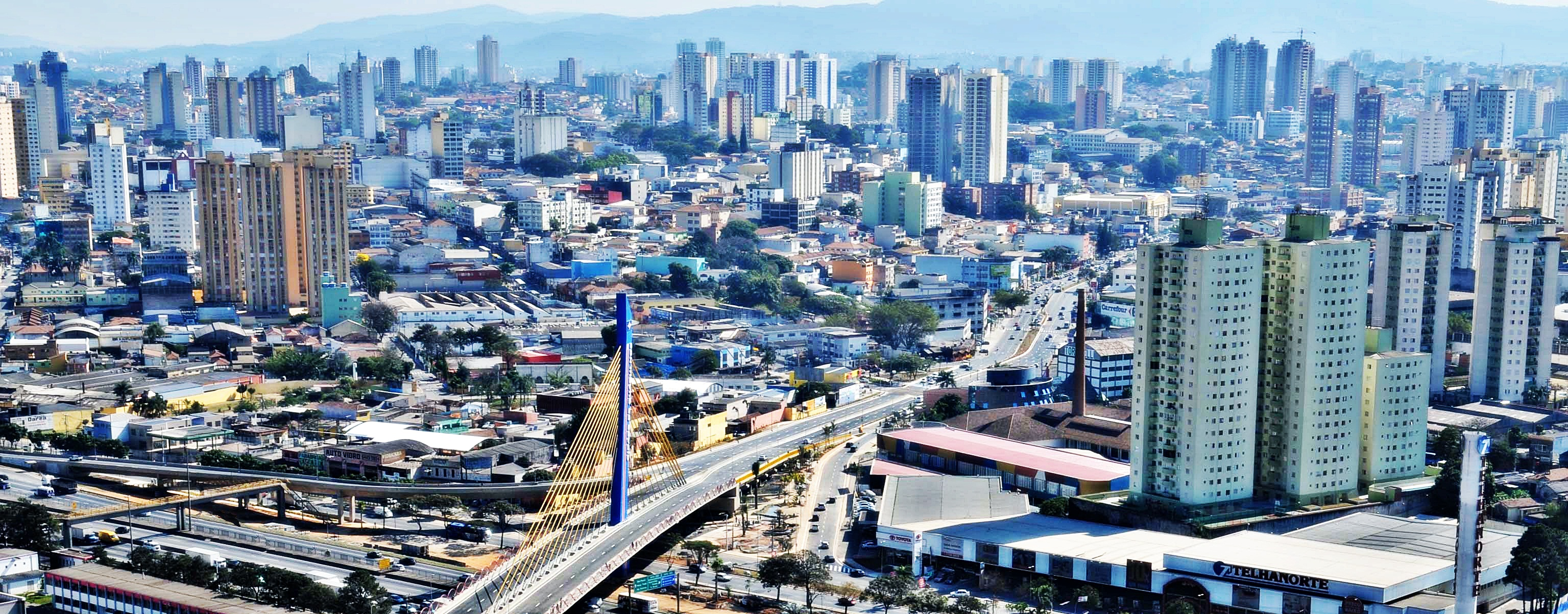
02.グアルーリョス
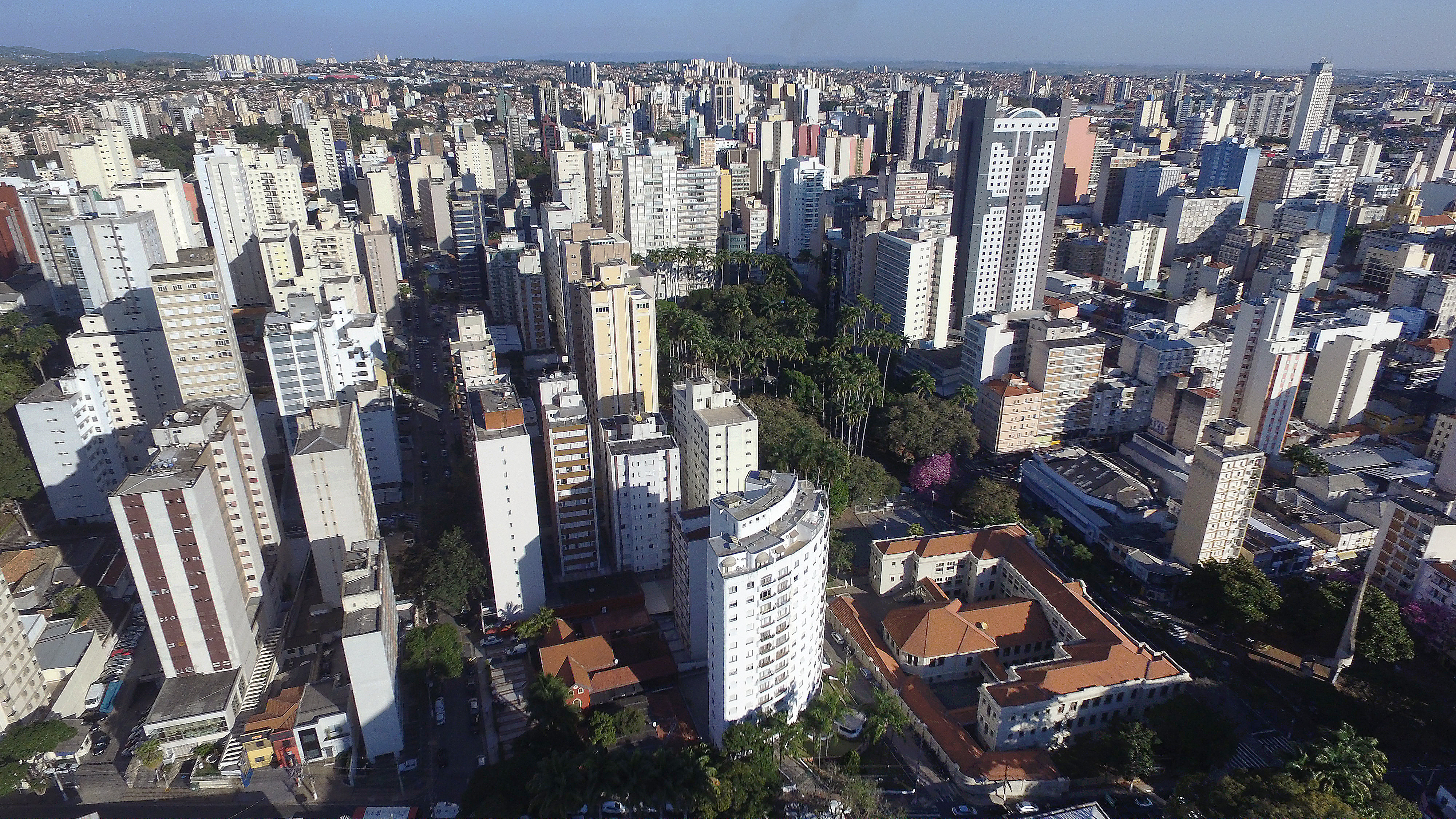
03.カンピーナス
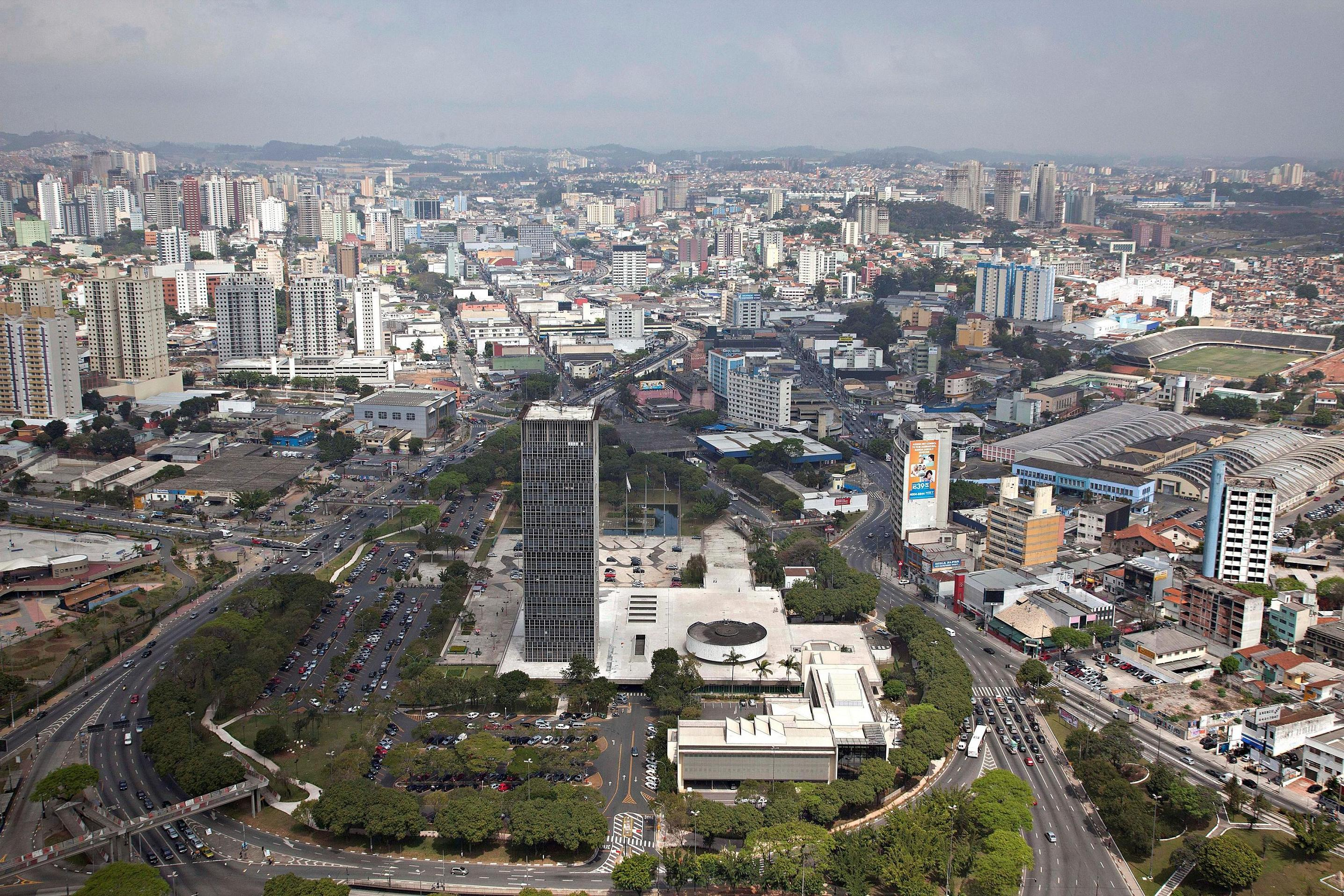
04.サンベルナルド
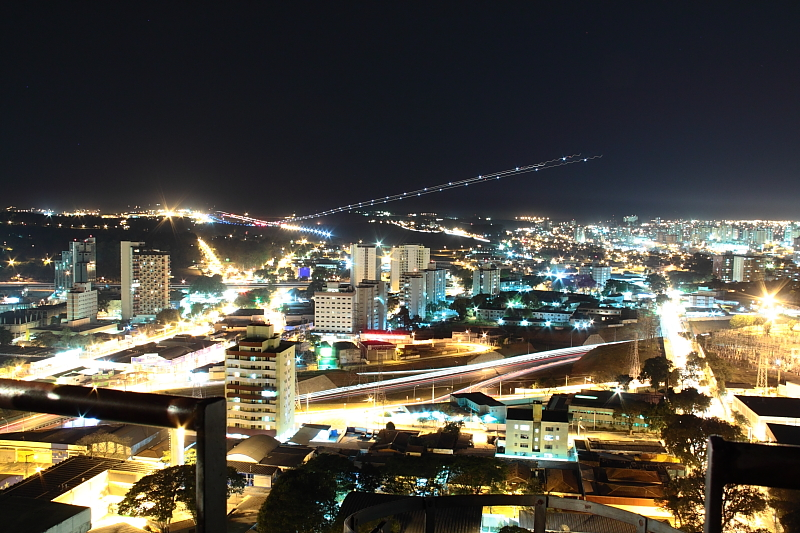
05.サンジョゼ・ドスカンポス

- サンパウロ
- グアルーリョス
- サントス
- サントアンドレ
- サンベルナルド・ド・カンポ
- オザスコ (サンパウロ州)
- モジ・ダス・クルーゼス
- カラピクイバ
- カンピーナス
- リベイラン・プレト
- インダイアツーバ
- サン・ジョゼ・ドス・カンポス
- サン・カエターノ・ド・スウ
- アグァース・デ・サンタ・バールバラ
- プレジデンチ・プルーデンチ
- ソロカーバ
- サン・ジョゼー・ド・リオ・プレト
- ジュンジアイ
- バウル (ブラジル)
- ピラシカーバ
- フランカ
- グアルジャ
- タウバテ
- バルエリ
- コチア
- アララクアラ
- イトゥー
- ブラガンサ・パウリスタ
- アチバイア
- プロミッソン
- ジャンヂーラ

### 隣接州
- ミナスジェライス州
- リオデジャネイロ州
- パラナ州
- マットグロッソ・ド・スル州

## 歴史

### 護憲革命
カフェ・コン・レイテ体制に対する反乱が1930年にブラジル各地で勃発。大統領選挙に敗れたリオデジャネイロのジェトゥリオ・ドルネレス・ヴァルガスによる軍事クーデタ『1930年革命』で独裁政治が確立されようとした。
サンパウロ州政府と共和党は1932年7月9日のヴァルガス大統領の独裁政権に反対して反乱（護憲革命、葡: Revolução Constitucionalista de 1932）を起こした。
11万の州民が志願兵として戦ったが、周囲の州がほとんどヴァルガス側についたためサンパウロ州は孤立し、周囲から連邦軍の侵攻を受け11月3日に反乱は制圧された。

### 21世紀
- 2022年2月1日 - サンパウロ州及び隣接するミナスジェライス州において、前月からの長雨のため大規模な洪水と地すべりなどの土砂災害が発生。両州合わせて43人が死亡、50万世帯が被災[3]。

## 対外関係

### 姉妹州・友好州
- 三重県 - 1973年11月7日 姉妹提携
- 群馬県 - 1980年8月25日 姉妹友好提携
- 徳島県 - 1984年11月6日 友好提携
- 富山県 - 1985年7月18日 友好提携
- 東京都 - 1990年6月13日 姉妹友好提携
- 愛知県 - 2018年9月10日 相互協力提携[4]

### 日本の姉妹都市･提携都市
北海道地方
- 北海道：オホーツク総合振興局 北見市 - コチア

東北地方
- 山形県：米沢市 - タウバテ

関東地方
- 群馬県：高崎市 - サントアンドレ

中部地方
- 長野県：北佐久郡 軽井沢町 - カンポス・ド・ジョルドン
- 岐阜県：岐阜市 - カンピーナス
- 岐阜県：中津川市 - レジストロ
- 岐阜県：関市 - モジ・ダス・クルーゼス
- 富山県：富山市 - モジ・ダス・クルーゼス
- 富山県：高岡市 - ミランドポリス
- 石川県：小松市 - スザノ

近畿地方
- 三重県：津市 - オザスコ
- 奈良県：天理市 - バウル
- 大阪府：大阪市 - サンパウロ
- 大阪府：門真市 - サン・ジョゼ・ドス・カンポス
- 大阪府：泉佐野市 - マリーリア
- 京都府：亀岡市 - ジャンヂーラ

中国地方
- 広島県：東広島市 - マリーリア
- 山口県：下関市 - サントス
- 山口県：岩国市 - ジュンジアイ
- 山口県：周南市 - サンベルナルド・ド・カンポ

四国地方
- 高知県：高知市 - コチア

九州地方
- 長崎県：長崎市 - サントス

## 教育

### 大学
- サンパウロ連邦大学
- サンパウロ大学
- サンパウロ市大学
- ABC連邦大学
- カンピーナス州立大学
- ペロータス・カトリック大学
- カンピーナス・カトリック大学
- サンパウロ・カトリック大学
- サン・カルロス連邦大学
- パウリスタ州立大学
- サントス・カトリック大学
- サンカミーロ大学
- サンパウロ統合大学
- マッケンジー大学
- ブラジル・ルター派大学
- サンパウロ・バンデイランチ大学
- リオ・プレト大学